# 2 pluviôse
2 nivôse 2 ventôse
Le duodi 2 pluviôse, officiellement dénommé jour de la mousse, est le 122e jour de l'année du calendrier républicain.
C'était généralement le 21e jour du mois de janvier dans le calendrier grégorien.

## Événements
2 pluviôse de l’an I : exécution de Louis Capet.